# Zonealarm
ZoneAlarm är en mjukvara som är avsedd att fungera som brandvägg i en persondator med Microsoft Windows.